# アヤツノマタモドキ
アヤツノマタモドキ（綾角叉擬、Latirus pictus）は、海洋性の軟体動物で、イトマキボラ科、ツノマタガイ亜科に属する巻貝の一種である。

## 外観
殻高は約 5cm 以下。円錐を2つ合わせた菱形で、殻は厚い。周縁は白色で隆起する。白地に褐色の濃淡の線が螺肋の間に細密に描かれるが、それらは縦の白線でところどころ遮られることがある。殻口内は白く、螺旋にそって細かいひだがならぶ。水管溝は短く、臍孔は閉じている。

## 分布
沖縄以南の熱帯太平洋。潮間帯下の岩礁や死滅サンゴ帯に棲む。